# Església parroquial de Sant Andreu (Almoradí)
L'església parroquial de Sant Andreu és un edifici històric de la localitat d'Almoradí, a la comarca del Baix Segura (País Valencià). Data del segle xix i té la categoria de Bé de Rellevància Local amb el codi 03.34.015-001.

## Història

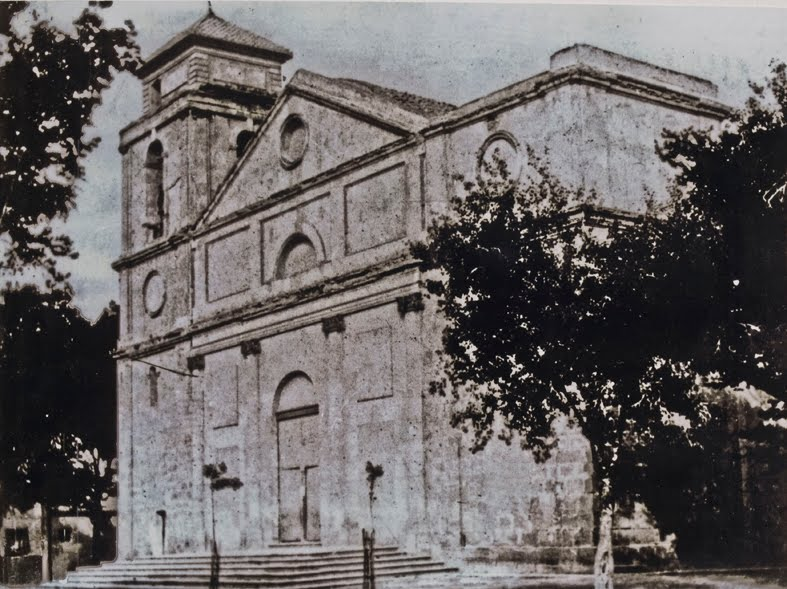
L'església en la dècada de 1920

Situada en la plaça de la Constitució, és el temple principal d'Almoradí. La seua construcció es va iniciar a finals de l'any 1829, després que l'anterior parròquia quedara arrasada pel gran terratrèmol que havia tingut lloc al mes de març del mateix any. La primigènia, que s'alçava cap al sud-oest de l'actual, s'havia inaugurat poc menys d'un segle abans, el 1732. Només l'orgue i les campanes s'hi van salvar de la destrucció del seisme.
El terràtremol havia causat una gran ruïna en tota la població, fet que va comportar una necessària reconstrucció de la mateixa. L'encarregat del projecte, l'enginyer Larramendi, no va incloure una església en un primer moment, atès que considerava que els habitatges i els ponts havien de primar en l'esforç. Però, com que els actes religiosos s'havien de celebrar en una xicoteta barraca, de seguida l'església es va incorporar a les tasques, com es desprén del següent text:
| « | Estant en la Barraca que serveix d'Església d'aquesta Vila als nou dies del mes d'agost de 1829 pel President: que no trobant-se conclosa la present barraca per haver-se arruïnat pel terratrèmol la Parroquial d'aquesta VIla, i sent indispensable per al culte diví acabar l'obra i afegir-le un tros més perquè tots els fidels puguen assistir als dits oficis sense les incomoditats que en el dia pateixen a causa de no caber la major part dins de la Barraca, es procedisa, tan prompte com siga possible a l'ampliació de dita Església | » |

Tot i aquesta declaració d'intencions, la nova església de Sant Andreu no es va finalitzar fins al 19 de juliol de 1861. La Guerra Civil espanyola va afectar greument l'edifici, el qual necessità de grans obres de restauració. A més a més, s'hi van perdre les campanes de l'anterior temple, tret d'una. Als anys 1940 es va decorar el sostre i els murs, així com l'altar major. I a la dècada dels 60 del mateix segle XX es va elevar la torre esquerra i es va aixecar una torre bessona, on hi ha el rellotge de l'antiga Casa de la Vila, i es va col·locar el Sagrat Cor de Jesús en l'alt de la portada i es va reformar l'altar.

## Patrimoni
L'altar major, de la dècada de 1940, és una de les peces més preuades del conjunt artístic. En l'alt té les aspes, al·legoria de Sant Andreu, el qual apareix baix en la seua urna sobre el tavernacle (provinent de la restauració de 1960) i que conté la imatge del Sagrat Cor de Jesús. D'altra banda hi ha quadres d'Enrique Luis, datats de 1947: l'Anunciació i el Martiri de Sant Andreu, còpies de Murillo. Finalment, les fornícules de Santa Teresa i la Mare de Déu del Perpetu Socors van ser incloses a finals dels anys 1960. La Verge va ser coronada solemnement en 1969 i duu la vara d'Alcaldessa Perpètua.
Per la seua part, hi destaca l'orgue, un dels objectes patrimonials més antics d'Almoradí. Es va instal·lar en l'antic temple al voltant de 1780. El terratrèmol el va afectar força, però es va recompondre i es va ubicar a la nova església. La darrera reforma data de l'any 1977, que ha fet possible que s'empre per a concerts i actes litúrgics.